# 翁達 (托利馬省)
翁達（西班牙語：Honda）是哥倫比亞的城鎮，位於該國中西部，由托利馬省負責管轄，距離首都波哥大145公里，始建於1539年8月24日，面積309平方公里，海拔高度225米，2005年人口26,873。